# Dauphin River
Der Dauphin River ist ein Fluss in der kanadischen Provinz Manitoba.
Der Dauphin River bildet einen Teil des Flusswegs zwischen dem Manitobasee und dem Winnipegsee. Der Fairford River bildet den Abfluss des Manitobasees und fließt von der Portage Bay zum Lake St. Martin. Aus diesem fließt dann der Dauphin River in nordöstlicher Richtung weiter zum Winnipegsee. Die Manitoba Provincial Road 513 verläuft weitgehend parallel zu diesen beiden Flüssen.
Im Jahr 1739 entdeckte François de La Vérendrye, ein Sohn des kanadischen Entdeckers und Offiziers Pierre Gaultier de Varennes et de La Vérendrye, diesen Fluss und gab ihm den Namen Dauphin, zu Ehren von Louis Ferdinand de Bourbon, dem älteren Sohn von Ludwig XV., König von Frankreich und Navarra, und dessen Gemahlin Maria Leszczyńska.
Seit 1977 befindet sich eine hydrometrische Station des Water Survey of Canada am Dauphin River nahe der Siedlung Dauphin River (⊙). Das Einzugsgebiet oberstrom der Messstation beträgt ca. 82.400 km². Zusätzlich wird ein Teil des Wassers des Assiniboine River nahe Portage la Prairie diesem Einzugsgebiet zugeführt.